# Andrew McDonald (giocatore di football americano)
Andrew McDonald (Indianapolis, 8 settembre 1988) è un ex giocatore di football americano statunitense che ha giocato nel ruolo di offensive tackle. Al college giocò a football all'Università dell'Indiana.

## Carriera professionistica
Dopo non essere stato scelto nel Draft 2012, Lewis passò la sua prima stagione nel roster dei Miami Dolphins. L'anno successivo passò ai Carolina Panthers, non scendendo ancora mai in campo. Dopo essere stato operato per un cancro ai testicoli, nel 2014 firmò coi Seattle Seahawks, debuttando come professionista nella settimana 9 contro i Raiders.

## Statistiche
| Partite             | 2 |
| Partite da titolare | 0 |

Statistiche aggiornate alla stagione 2014